# Edward Turner
Edward Turner (24 januari 1901 – 15 augustus 1973) was een Britse ontwerper en constructeur van motorfietsen. Hij ontwikkelde onder meer de Ariel Square Four en de Triumph Speed Twins.

Turner werd geboren in Camberwell, een wijk in het Londense bestuurlijke gebied Southwark, in de regio Groot-Londen, op de dag van de proclamatie van koning Edward VII. In 1915 reed hij voor het eerst op een motorfiets, een New Imperial Light Tourist.

## De "Turner Special"
Op 16 april 1925 verschenen in het blad The Motor Cycle tekeningen van Turner van een eencilinder-OHC-motor met een tandwielaangedreven nokkenas. Bij een later (verbeterd) ontwerp werd een koningsas toegepast. De boring en slag waren 74 × 81 mm, wat een cilinderinhoud van 384 cc oplevert. De cilinder was verzonken in het carter. De cilinderkop kon bij beide ontwerpen verwijderd worden zonder invloed op de kleptiming. Turner bouwde zijn eerste motorfiets (naar zijn tweede ontwerp) in 1927. Deze noemde hij de "Turner Special".

## Ariel

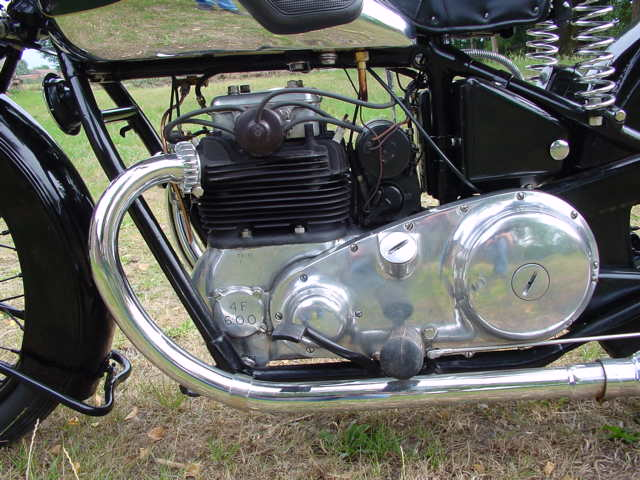
Het Ariel Square Four blok in 1932

Turner woonde inmiddels op verschillende adressen in Peckham en East Dulwich (Southwark), waar hij eigenaar was van Chepstow Motors, dealer van Velocette. In 1928 ontwierp hij hier zijn Square Four-motorblok. Deze motor was opgebouwd als twee achter elkaar gebouwde paralleltwins die met hun beide (vertande) vliegwielen gekoppeld waren. Ze waren wel samengebouwd in één cilinderblok met één cilinderkop. Hij toonde dit ontwerp bij verschillende motorfabrikanten. BSA zag er niets in, maar bij Ariel-baas Charles Sangster vond Turner gehoor. En zo werd zijn motor gebruikt in de beroemde Ariel Square Four. Het 500cc-prototype was zo compact gebouwd dat het in het frame van een 250cc-Ariel paste. Sangster nam Turner ook in dienst. Hij kwam in een geweldig team van constructeurs terecht: Val Page was chefconstructeur en de chef van Turner en Bert Hopwood. In 1928 trouwde Edward Turner met Edith Webley.

### De Ariel Square Four
De eerste Ariel Square Four werd tentoongesteld op de Olympia Motorcycle Show in 1930. Het was een 500cc-model met een nokkenasketting. Een 600cc-versie verscheen al in 1931. Val Page, die eerder al bij JAP gewerkt had, vertrok in 1932 en ging naar Triumph. Ariel was in 1930 gesloten, maar in 1931 kocht Jack Sangster, zoon van Charles het bedrijf en werd de productie voortegezet. Triumph besloot in 1933 het bedrijf te splitsen in een auto- en een motorfiets-tak en in 1936 nam Sangster de motorfietsenfabriek over. Het werd nu "Triumph Engineering Company". De Ariel Square Four verscheen in dat jaar als 1000cc-kopklepper.

## Triumph
Na de overname van Triumph benoemde Jack Sangster Turner tot algemeen directeur. Turner kreeg een provisie van 5% van de winst en werd voor 4,9% aandeelhouder. Zijn eerste werk was ruimte scheppen voor een kantoor en een tekenkamer. Val Page was vier maanden eerder vertrokken naar BSA en Turner haalde constructeur Bert Hopwood als zijn assistent naar de Triumph-fabriek. Ted Crabtree (motorcoureur en ook afkomstig van Ariel) werd hoofd-inkoper en motorcoureur Freddie Clarke werd hoofd van de researchafdeling. Turner herzag de 250-, 350- en 500cc-Triumph-modellen. Zo ontstonden de sportmodellen Tiger 70, Tiger 80 en Tiger 90. Ze werden voorzien van enkele wiegframes, ingebouwde stoterstangen, gepolijste carters, verchroomde tanks en nieuwe kleurenschema's. Hij behield echter ook het goede van de ontwerpen van Val Page: boring en slag van de 500cc-Speed Twins waren gelijk aan de oudere 250cc-eencilinders.

### Triumph 5T Speed Twin

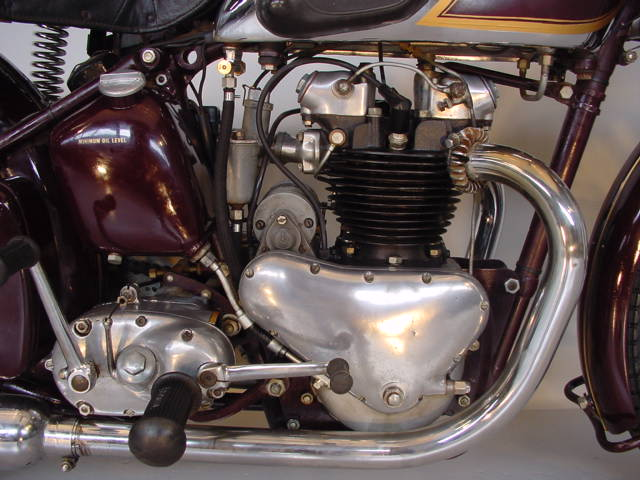
Triumph 5T Speed Twin-blok uit 1937

In juli 1937 bracht Turner zijn 500cc-5T Speed Twin uit. Deze was kleiner en lichter dan de Tiger 90. Volgens sommigen was het motorontwerp afgeleid van de Riley Nine-auto, waarvoor Turner de motor ontworpen had. De 5T bleek erg succesvol en werd de standaard voor alle Triumph-blokken tot in de jaren tachtig. Het eerste model leverde 27 pk, woog 166 kg en had een topsnelheid van 145 km/uur. Turners vrouw Edith overleed bij een auto-ongeluk nabij Coventry in 1939. In 1941 zou Turners ontwerp voor een zeer beperkte vorm van achtervering, de "Sprung Hub", in productie gaan. Dit was een om de achternaaf gewikkelde bladveer die enkele centimeters veerweg toeliet, zonder demping. Door het uitbreken van de Tweede Wereldoorlog duurde het tot 1948 voordat dit veersysteem werd geïntroduceerd.

### Oorlogsjaren
In 1942 ontwierp Turner een generator met een volledig aluminium tweecilinder-paralleltwin voor het Ministerie van Luchtvaart (Air Ministry). Nadat hij onenigheid kreeg met Jack Sangster verliet hij Triumph en werd chef-ontwerper bij BSA, waar hij dus weer ging samenwerken met Val Page. Turner ontwikkelde hier een zijklep-paralleltwin voor het leger, terwijl Page aan de M20-eencilinder, eveneens voor het leger, werkte. Bert Hopwood verving Turner als ontwerper bij Triumph en werkte in opdracht van Jack Sangster aan een 500cc-zijklepper om hetzelfde militaire contract binnen te slepen… Zijn ontwerp was in 1943 klaar, maar kwam nooit in productie. Later werd dit de Triumph TRW. In hetzelfde jaar keerde Turner weer terug naar Triumph, waar hij een project van Hopwood, een 700cc-viercilinder lijnmotor van 50 pk, stopte. In 1944 was Turner weer algemeen directeur. In 1945 verschenen de Speed Twin, de Tiger 100 en de 350cc-3T. De machines hadden nu door Turner ontwikkelde telescoopvorken die door Freddie Clarke verbeterd waren.

### Triumph T100GP
Ernie Lyons won de eerste na-oorlogse Manx Grand Prix in 1946. De machine was door Freddie Clarke gebouwd. Hij gebruikte hiervoor de aluminium 500cc-generator die Turner voor de luchtmacht had ontwikkeld. Als achterveer was de Sprung hub toegepast. Turner, op reis in de Verenigde Staten, werd woedend toen hij hiervan hoorde. Hij was strikt tegen racen. Desalniettemin organiseerde hij een etentje voor Lyons en gaf toestemming voor de productie en verkoop van een kleine serie T100GP-replica's. Toch was de woede-uitbarsting van Turner waarschijnlijk de oorzaak van het vertrek van Freddie Clarke naar Associated Motor Cycles, toen nog een samenwerkingsverband van Sunbeam, Matchless, AJS, Norton en Francis-Barnett, waaraan later James en Indian nog zouden worden toegevoegd. Clarke werd hier weer hoofd van de researchafdeling. Ook Bert Hopwood was het niet eens met de opstelling van Turner omtrent motorraces en vertrok in 1947 naar concurrent Norton. Hij zou 14 jaar wegblijven. Toch wist men Turner in 1948 over te halen om drie 500cc-twins in de Senior TT in te schrijven. Dat geen enkele machine de finish haalde sterkte Turner echter in de overtuiging dat deelname aan races zinloos was.
Bert Hopwood schreef deze versie over de T100GP in zijn boek: "Whatever happened to the British Motorcycle Industry?". Volgens Ernie Lyons, in een gesprek met schrijver Brian Woolley, wist Turner alles van het race-project af en had hij Freddie Clarke zelfs de vrije hand gegeven...

### Triumph 6T Thunderbird

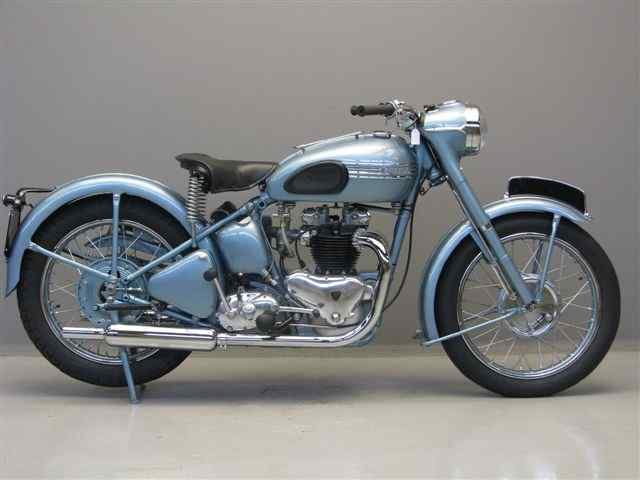
6T Thunderbird (1950)

Op 20 september 1949 werd de Triumph 6T 650cc-Thunderbird gepresenteerd. De motor was ontworpen door Turner en doorontwikkeld door Jack Wickes. De presentatie was bijzonder: drie Thunderbirds reden 500 mijl met een snelheid van 145 km/uur op het circuit van Montléry. De machine was gebaseerd op de 5T, maar tot 650 cc vergroot om aan de wens van de Amerikaanse exportmarkt te voldoen. Belangrijk verkoopargument was dat deze motor "a ton" (100 mijl per uur) kon halen. De Thunderbird werd ook een populaire machine voor politiekorpsen.
In 1950 kondigde Turner een "low-chrome policy" af. Triumph motorfietsen kregen geen verchroomde tanks meer, tot de T140LE Bonneville Royal Wedding Edition, ter gelegenheid van het huwelijk van Prins Charles met Diana Frances Spencer in 1981. Turner verklaarde in 1950 dat 650 cc de limiet voor een 360° twin was. De T100GP ging in dit jaar uit productie. Turner was betrokken bij de vestiging van de Triumph Corporation in Maryland. De Verenigde Staten waren intussen de beste klant van Triumph geworden. In 1951 verkocht Jack Sangster het merk Triumph aan BSA, nadat hij dat in 1939 al met zijn merk Ariel had gedaan. Sangster nam zitting in de raad van bestuur, terwijl Turners rechten bij Triumph hem 10% van de verkoop opleverden. In hetzelfde jaar werd een racekit voor de Tiger 100 geïntroduceerd, en de eerste Triumphs met een duozadel verschenen.

### Blokmotoren

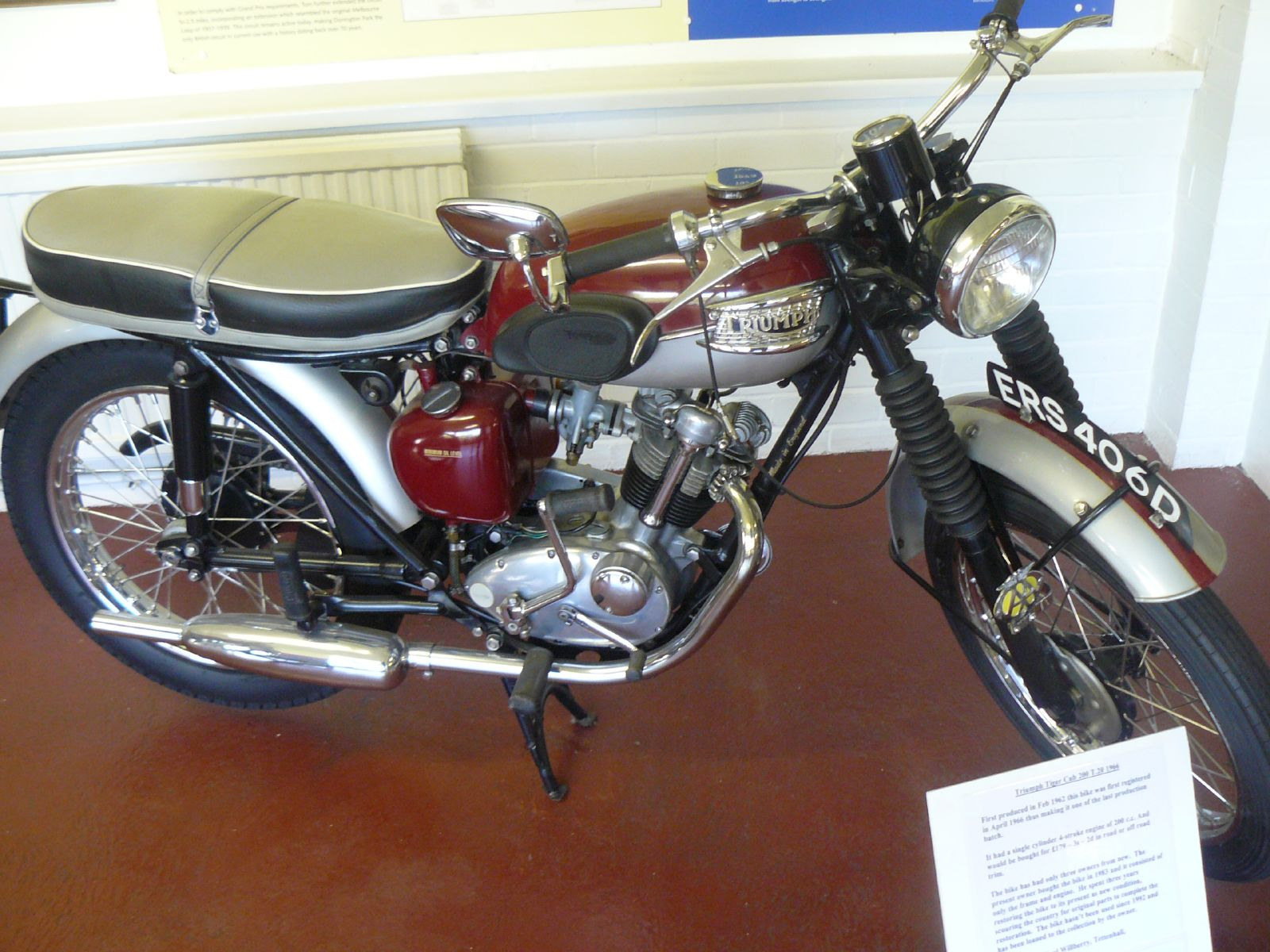
De 200cc-Tiger Cub werd gepresenteerd in 1954, maar dit exemplaar is van 1966

Al deze jaren had Triumph motorfietsen met een aparte, losse versnellingsbak geproduceerd. In 1953 werd de eerste unit construction (blokmotor, een motor met geïntegreerde versnellingsbak) uitgebracht: de Triumph T15 Terrier, een 150cc-eencilinder-viertaktmodel met een licht voorover hellende cilinder. Turner reed ter demonstratie met deze Terrier samen met zijn mede-directeuren Bob Fearon en Alex Masters van Land's End (het meest zuidwestelijke puntje van Engeland) naar John o' Groats (het meest Noordoostelijke puntje van Schotland), een afstand van ca. 1.400 km. De Terrier was net als de Thunderbird door Turner bedacht maar door Jack Wickes doorontwikkeld. Wickes zorgde ook voor de vlotte lijnen in het model, waardoor een bijzonder mooi motorfietsje was ontstaan. De (sportievere) 200cc-versie (de Triumph Tiger Cub) verscheen in 1954. De racekit voor de Tiger 100 ging uit de handel, maar de T100C kreeg deze kit standaard mee. Deze sportmotor kreeg - alleen in 1954 - twee carburateurs. Overigens behielden de tweecilindermodellen nog enkele jaren hun "pre unit" motoren met aparte versnellingsbak.

### Triumph T110 Tiger
Tot 1954 had Triumph de 650cc-Thunderbird als hun toermodel beschouwd, terwijl de Tiger 100 het sportmodel was. In 1954 veranderde dat: de 650cc-T 110 Tiger kreeg een swingarm-achtervork en verving de T 100 als sportmotor.

## BSA-groep en Carbodies
In 1956 werd Jack Sangster voorzitter van de raad van bestuur van de BSA-groep. Hierin waren de merken BSA, Ariel, Triumph, het automerk Daimler en Carbodies (een carrosseriebedrijf dat o.a. de Londense taxi's produceerde) samengebracht. Turner werd bestuursvoorzitter.

### Triumph 3TA Unit construction twin

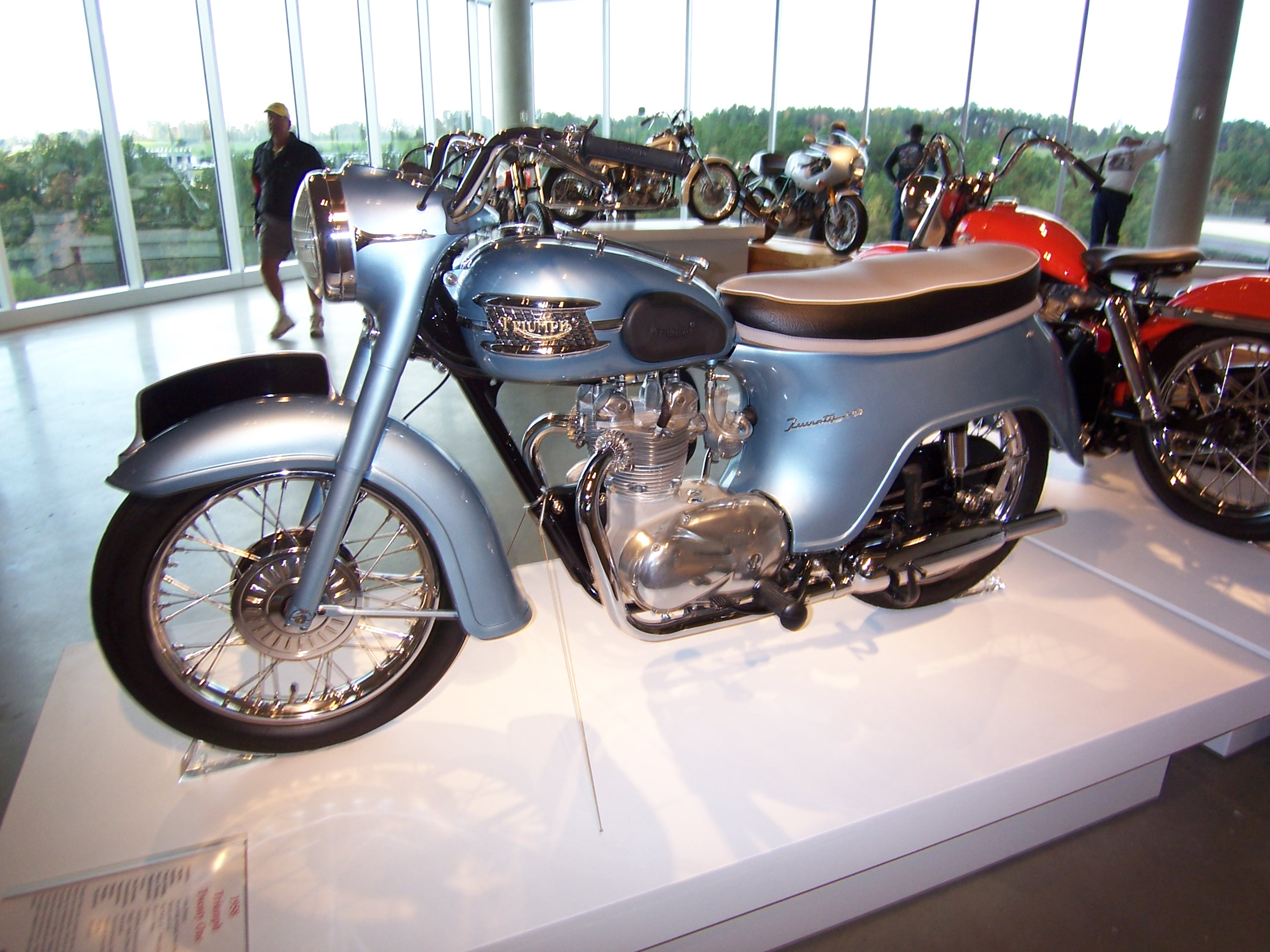
De "Twenty One" in 1958

De 350cc-3TA uit 1957 (in Nederland bekend als de militaire motorfiets die tot 1981 werd gebruikt) was de eerste tweecilinder-blokmotor van Triumph. De machine werd ook wel als Twenty One aangeduid. De cilinderinhoud kwam overeen met 21 kubieke inch, maar de Triumph Engineering Co ltd. bestond in 1957 ook 21 jaar. Zoals op de foto te zien is was de eerste versie van de 3TA voorzien van overvloedig plaatwerk, de "bathtub"-styling uit de jaren vijftig, die een misrekening bleek. Triumph-dealers moesten deze op verzoek van de klanten regelmatig verwijderen om de motorfietsen te kunnen verkopen.

### Triumph T120 Bonneville

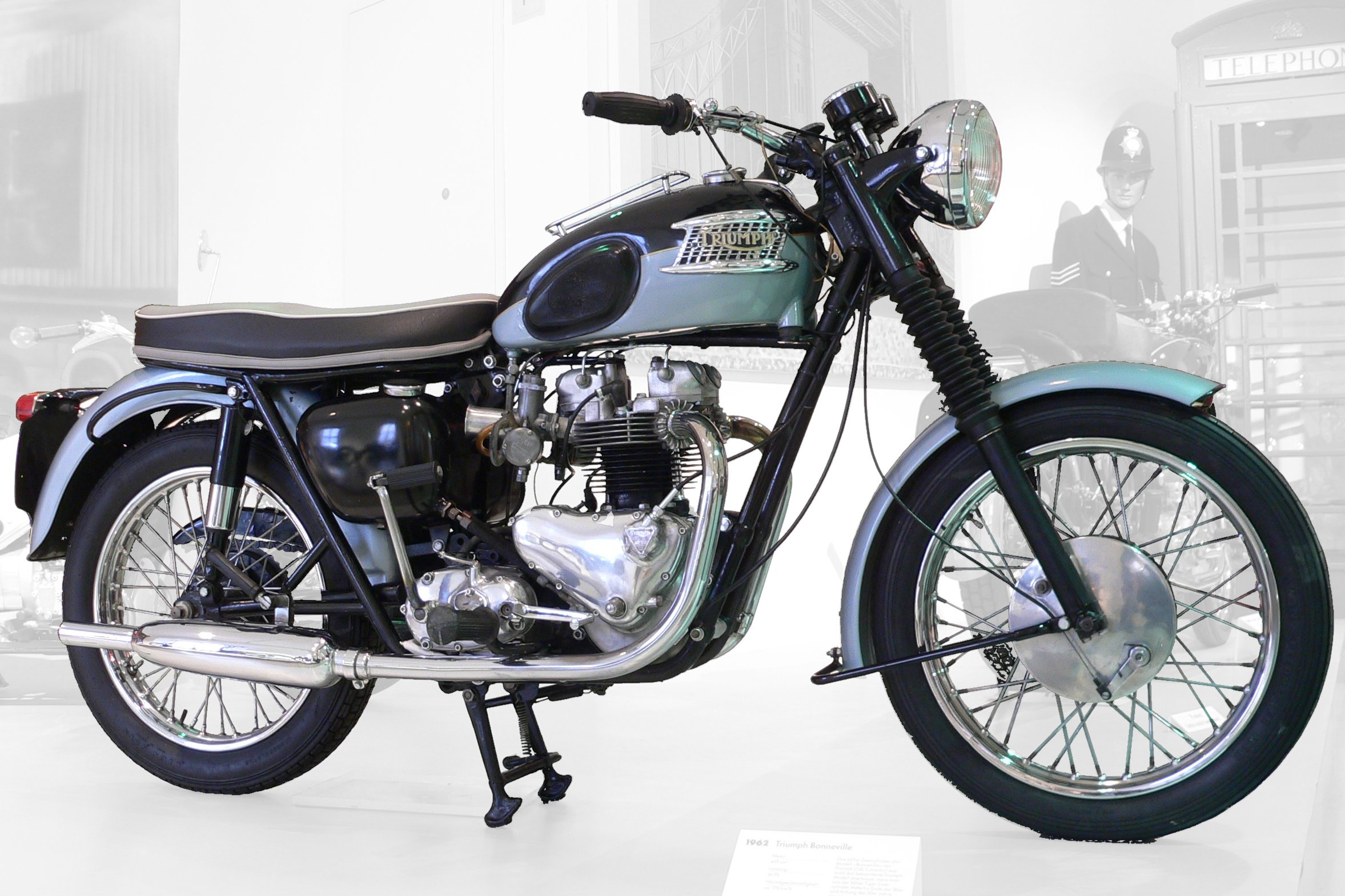
Triumph T120 Bonneville, een exemplaar uit 1965

In 1958 werd de 650 voorzien van twee carburateurs. Testrijder Percy Tait haalde met deze machine een topsnelheid van 120 mijl per uur (193 km/uur). Vandaar T120. De naam Bonneville werd gekozen omdat Johnny Allen in 1956 op de Bonneville-zoutvlakte met een gestroomlijnde Triumph een topsnelheid van 344 km/uur had bereikt. Het record werd door de FIM niet erkend, maar zorgde toch voor de nodige publiciteit. Dit was de laatste motorfiets die onder Turner werd ontwikkeld, maar hij was niet tevreden met het ontwerp. Hij was nog steeds niet gecharmeerd van hoog vermogende motorfietsen en races. Regelmatig liet hij weten dat deze machine het merk regelrecht naar het bankroet zou leiden.

### Daimler V8-motoren
In 1959 ontwierp hij voor de Daimler 2,5 en 4,5 liter-motoren de hemisferische cilinderkoppen, die werden toegepast in de Daimler SP250 en de Daimler Majestic Major. De cilinderkoppen vertonen - uiteraard - veel gelijkenis met die van Triumph.

## Jaren zestig
In 1960 bracht Turner een bezoek aan de Japanse fabrieken van Honda, Suzuki en Yamaha, en schrok hevig van de omvang van de Japanse productie. In 1961 groeide de druk op Turner om af te treden. Bert Hopwood verliet AMC en aanvaardde het aanbod van Turner om als algemeen directeur aan te treden. Rond deze tijd kreeg Hopwood het idee om een driecilinder te gaan ontwikkelen. Ingenieur Doug Hele maakte de eerste tekeningen. Het automerk Daimler werd verkocht aan Jaguar, en Turners V8 kwam in een Jaguar Mark 2 carrosserie met een Daimler-grille, de Daimler 2,5 liter V8. In 1962 werden de laatste pre unit-modellen gemaakt. Deze kregen een dubbel wiegframe, maar kort daarna, toen alle modellen blokmotoren kregen, werden weer enkele wiegframes toegepast. In 1963 was de overgang naar blokmotoren helemaal voltooid.

### Triumph scooters
Turner had in 1958 een scooter ontworpen: de Triumph Tigress, die ook als BSA Sunbeam verkocht werd. In 1963 maakte hij een tweede, die Triumph Tina, die later "T10" zou gaan heten. Deze had een door Turner zelf ontwikkelde 100cc-motor met automatische transmissie.

## Pensioen
In 1963 trad Turner af als bestuursvoorzitter van de BSA-groep, maar bleef directeur van het merk BSA. Waarschijnlijk was hij niet gelukkig met de koers die het bedrijf was ingeslagen. Bert Hopwood hoopte Turner op te volgen, maar deze baan ging naar Harry Sturgeon, die bij BSA werkte. Onder leiding van Sturgeon gingen Triumph en BSA vrijwel helemaal samenwerken, en nieuwe modellen werden onder beide merknamen (badge-engineering) verkocht. In 1966 werkte Turner aan een viercilindermotor met een grote cilinderinhoud, maar deze werd nooit gebouwd. In 1967 legde hij ook zijn functie bij BSA neer en werd opgevolgd door Harry Sturgeon. Deze was - in tegenstelling tot Turner - wel overtuigd van het nut van races en in hetzelfde jaar won John Hartle de "Production 750 TT" van Man. Harry Sturgeon overleed plotseling en werd opgevolgd door Lionel Jofeh.

## Gemiste kansen...

### Triumph Bandit en BSA Fury
In 1970 was de BSA-groep een noodlijdend bedrijf geworden. Turner was gepensioneerd, maar kon het niet laten: hij ontwierp een 350cc-DOHC-tweecilinder met twee carburateurs en vijf versnellingen. De machine werd door Bert Hopwood en Doug Hele verfijnd en werd als Triumph Bandit gepresenteerd. Een licht gewijzigde versie heette BSA Fury. Deze machines hadden Triumph en BSA een kans op de markt voor lichte motorfietsen moeten geven, als tegenwicht voor bijvoorbeeld de Honda CB 350, de Yamaha YR5, de Suzuki T350, de Kawasaki 350 Mach II, maar ook de Europese concurrenten Aermacchi, Ducati en Moto Morini. Er werd een enorme mediacampagne gevoerd, de modellen waren al in de brochures opgenomen, maar de slechte financiële situatie stond productie ervan niet toe. Er bestaan nog wel prototypes van deze machines.

### Triumph Trident en BSA Rocket 3

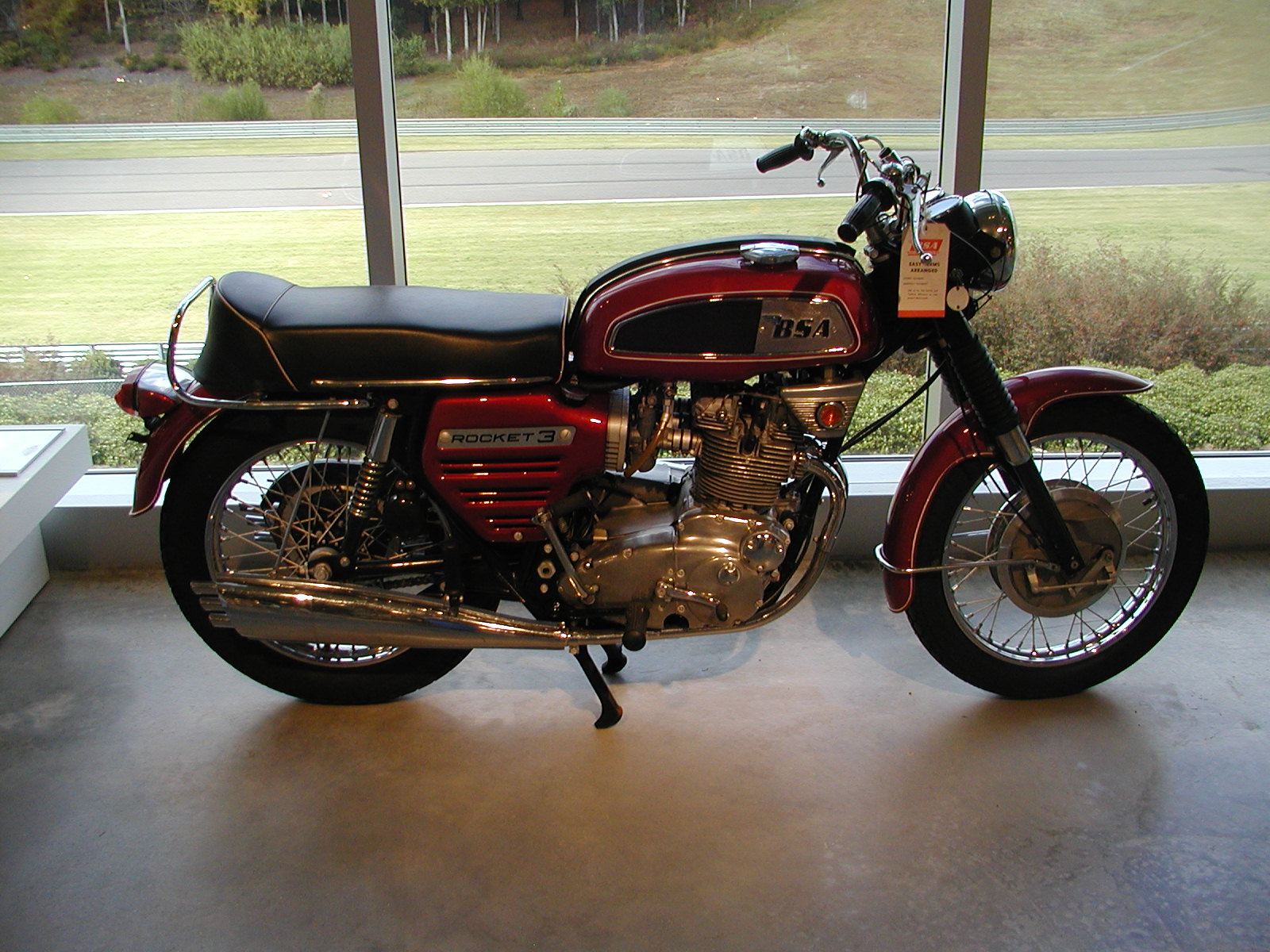
Too little, too late: BSA Rocket 3

De BSA-groep had nog een enorme kans gemist toen in 1969 de Honda CB 750-viercilinder op de markt was gekomen. Na een afloop van een bestuursvergadering in dat jaar had een deelnemer terloops opgemerkt: "They're building a four cilinder, you know". De vergadering werd meteen hervat, en Hopwoods plannen voor een 750cc-driecilinder kwamen uit de kast. Deze werd in twee versies in productie genomen: de Triumph Trident en de BSA Rocket 3. Deze werden echter veel te duur geproduceerd (de Triumphs hadden rechtop staande cilinders, de BSA-cilinders helden licht naar voren, waardoor er gescheiden productielijnen voor de motorblokken nodig waren), maar ze misten ook de betrouwbaarheid en de snelheid van de Honda CB 750. Het is niet in te schatten of de keuze voor de Bandit en de Fury het bedrijf had kunnen redden, maar de driecilinders konden het niet. Halverwege de jaren zeventig ging het ter ziele.

## Gedenkschild
In 2008 werd aan het adres in Rye Hill Park (Peckham), waar Turner had gewoond en gewerkt een Blue Plaque toegekend. Dit is een gedenkschild dat een pand koppelt aan een beroemde bewoner ervan. Het gedenkschild werd toegekend na een stemming onder de bevolking.
- Bibliothèque nationale de France: cb137466957 (data)
- International Standard Name Identifier: 0000 0000 3997 0427
- Library of Congress Control Number: nb2001050256
- Virtual International Authority File: 9350585
- WorldCat: E39PBJgCMDBfwQJFjH7WtBBQMP